# Branislav Krunić
Branislav Krunić (ur. 28 stycznia 1979 w Trebinju) – piłkarz bośniacki grający na pozycji ofensywnego pomocnika, reprezentant Bośni i Hercegowiny.

## Kariera klubowa
Krunić jest wychowankiem Leotaru Trebinje. W 1999 roku zadebiutował w bośniackiej ekstraklasie. Po roku gry trafił do słoweńskiej Olimpiji Lublana i przez jeden sezon występował w tamtejszej pierwszej lidze. W 2001 roku Krunić powrócił jednak do Leotaru i grał tam przez 3 lata, w 2003 roku zostając mistrzem Bośni i Hercegowiny.
W 2004 roku Krunić wyjechał na Ukrainę. Został zawodnikiem tamtejszego Wołynia Łuck. W całym sezonie 2004/2005 był czołowym graczem Wołynia i zdobył dla niego 6 bramek w lidze ukraińskiej, zajmując z nim 8. miejsce. W połowie 2005 roku Bośniak przeszedł do rosyjskiego Tomu Tomsk, w którym także grał w podstawowym składzie. W Premier Lidze zadebiutował 17 lipca w zremisowanym 0:0 meczu z Lokomotiwem Moskwa. W 2005 roku zajął z Tomem 10. miejsce, a w 2006 – 8. Zimą 2007 Krunić przeszedł do FK Moskwa, w którym grał do końca 2009 roku.
W 2010 roku Krunić przeszedł do Leotaru Trebinje, a w połowie roku odszedł do Dinama Briańsk. Na początku 2011 r. powrócił do ojczyzny, gdzie został piłkarzem FK Borac Banja Luka.
| Sezon   | Klub               | Kraj                 | Rozgrywki        | Mecze | Bramki |
| ------- | ------------------ | -------------------- | ---------------- | ----- | ------ |
| 1999/00 | FK Leotar Trebinje | Bośnia i Hercegowina | Premijer liga    | ?     | ?      |
| 2000/01 | Olimpija Lublana   | Słowenia             | Prva Liga        | 9     | 1      |
| 2001/02 | FK Leotar Trebinje | Bośnia i Hercegowina | Premijer liga    | ?     | ?      |
| 2002/03 | FK Leotar Trebinje | Bośnia i Hercegowina | Premijer liga    | ?     | ?      |
| 2003/04 | FK Leotar Trebinje | Bośnia i Hercegowina | Premijer liga    | ?     | ?      |
| 2004/05 | Wołyń Łuck         | Ukraina              | Wyszcza Liha     | 28    | 6      |
| 2005/06 | Wołyń Łuck         | Ukraina              | Wyszcza Liha     | 1     | 0      |
| 2005    | Tom Tomsk          | Rosja                | Priemjer-Liga    | 15    | 3      |
| 2006    | Tom Tomsk          | Rosja                | Priemjer-Liga    | 30    | 3      |
| 2007    | FK Moskwa          | Rosja                | Priemjer-Liga    | 21    | 1      |
| 2008    | FK Moskwa          | Rosja                | Priemjer-Liga    | 14    | 0      |
| 2009    | FK Moskwa          | Rosja                | Priemjer-Liga    | 16    | 2      |
| 2009/10 | FK Leotar Trebinje | Bośnia i Hercegowina | Premijer liga    | 7     | 2      |
| 2010    | Dinamo Briańsk     | Rosja                | Pierwyj Diwizion |       |        |

## Kariera reprezentacyjna
W reprezentacji Bośni i Hercegowiny Krunić zadebiutował 11 października 2002 w zremisowanym 1:1 meczu z reprezentacją Niemiec.